# Itter
Itter é um município da Áustria, situado no distrito de Kitzbühel, no estado do Tirol. Tem 10,42 km² de área e sua população em 2019 foi estimada em 1.157 habitantes.

## História
O Castelo de Itter foi uma prisão durante a segunda guerra mundial. No final da guerra foi palco da Batalha pelo Castelo Itter.